# Gone (Lasgo)
Gone is een Engelstalige single van de Belgische band Lasgo uit 2009.
De single bevat ook een "Extended Mix" en twee remixes, eentje door Sebastian Dali en eentje door het zogeheten Felix Project.
Het liedje verscheen op hun album Smile uit 2009.

## Track listing
- CD maxi-single (België en de Verenigde Staten)

1. "Gone" (Radio Edit) - 3:00
2. "Gone" (Extended Mix) - 4:51
3. "Gone" (Sebastian Dali Remix) - 6:44
4. "Gone" (Felix Project Remix) - 4:51

- 12" vinyl (België)

A1. "Gone" (Extended Mix) - 4:51
A2. "Gone" (Felix Project Remix) - 4:51
B. "Gone" (Sebastian Dali Remix) - 6:44

## Meewerkende artiesten
Producer: 
- Jef Martens
- Peter Luts

Muzikanten:
- Jelle Van Dael (zang)
- Jef Martens (synthesizer)
- Peter Luts (synthesizer)

Remix:
- Sebastian Dali
- Jef Martens